# Pedro de Castilla y Portugal
Pedro de Castilla y Portugal o Pedro Apóstol de Castilla y Portugal (Buitrago, 30 de noviembre de 1470, bautizado en Medina del Campo, 8 de enero de 1471 – Alcalá de Henares, 1506) también conocido como Don Apóstol de Castilla, hijo natural de Pedro de Castilla y Fonseca y de la reina Juana de Portugal; tataranieto de Pedro I de Castilla y nieto de los reyes Eduardo I de Portugal y Leonor de Aragón.

## Biografía
Vivió en Alcalá de Henares donde casó dos veces, aunque la primera esposa es de filiación desconocida, tuvo con ella varios hijos, según consta en las informaciones de probanza practicadas por otro hijo de Pedro, habido con su segunda esposa, Juana de Mendoza. Los hijos de Pedro de Castilla y Portugal de su primer matrimonio aparecen de testigos, en las citadas probanzas, inscritos con los nombres de Don Apóstol de Castilla y Don Antonio de Castilla, continuo de Su Majestad.
El segundo matrimonio de Pedro de Castilla y Portugal con Juana de Mendoza, queda registrado en los mismos documentos, que el único hijo de ambos, Fernando de Castilla y Mendoza, inició “estante en la Corte” el 27 de septiembre de 1528 en Madrid, por el escribano Diego de Soto, ante el licenciado Alonso Gómez, Teniente de Corregidor de la Villa, y en el que dice: “que yo soi natural nacido y criado en estos Reinos de Castilla y he hecho mi morada y asiento en la isla de San Miguel de la Palma... y porque Don Pedro de Castilla, mi padre y señor, fue caballero muy noble de sangre Real e hijo de Don Pedro de Castilla, mi abuelo, que fue bisnieto del Rey Don Pedro de Castilla… e la dicha mi madre Doña Juana de Mendoza fue persona noble y calificada, descendiente de la Casa del Duque del Infantado…”
Don Fernando de Castilla y Mendoza inicia la Línea de Castilla y Portugal en la isla de La Palma, Canarias.